# Holometabola
Endopterygota, takođe poznat kao Holometabola, je nadred insekata unutar infraklase Neoptera čiji pripadnici prolaze kroz osobene stupnjeve larve, lutke, i odrasle jedinke. Oni podležu radikalnoj metamorfozi, pri čemu se larvainjski i odrasli stupnjevi znatno razlikuju po njihovoj strukturi i ponašanju. To se naziva holometabolizmom, ili kompletnim metamorfizmom.
Endopterygota su među najraznovrsnijim nadredovima insekata, sa oko 850.000 živih vrsta raspoređenih među 11 redova, čime su obuhvaćeni insekti kao što su leptiri, muve, buve, pčele, mravi, i tvrdokrilci.